# Chang Hee-sook
Pour les articles homonymes, voir Chang.
Chang Hee-sook (hangeul : 장혜숙 ; hanja : 張惠淑 ; RR : Jang Hye-suk ; MR : Chang Hye-suk), née le 5 mars 1955, est une ancienne joueuse sud-coréenne de volley-ball.
Elle est médaillée de bronze aux Jeux de 1976.

## Carrière
Chang fait partie de l'équipe sud-coréenne qui remporte la médaille de bronze lors des Jeux olympiques de 1976.

## Palmarès
- Jeux olympiques
  -  1976 à Montréal.
- Jeux asiatiques
  -  1978 à Bangkok